# The Loves of Laos in Sonnets Sung (tomik Williama Vicarsa Lawrance’a)
The Loves of Laos in Sonnets Sung – cykl sonetów amerykańskiego prawnika, prozaika i poety Williama Vicarsa Lawrance’a, opublikowany w 1898 nakładem The Editor Publishing Company.